# 嘉田由紀子
嘉田由紀子（日语：／ Kada Yukiko，1950年5月18日—），日本女性環境社會學者、文化人類學者、政治家。出身於埼玉縣本庄市。第8代滋賀縣知事。
1973年畢業於京都大學農學部，1981年完成京都大學大學院農學研究科博士課程，獲授農學博士學位。曾擔任滋賀縣立琵琶湖博物館研究顧問、京都精華大學人文學部教授。
2006年獲社會民主黨支持當選滋賀縣知事，成為日本全國第5位女性知事，上任後隨即終止了東海道新幹線南琵琶湖車站的新建工程；2010年成功連任。2012年，籌劃組織新黨「日本未來黨」，統一國民生活第一、減稅日本·反TPP·實現去核電黨、綠之風等支持「廢核電」的政黨，力求在2012年大選中擴大廢核電訴求的影響力，但未來黨在大選中遭遇慘敗，議席大幅減少。隨後嘉田在人事問題、黨的方向問題等也和小澤一郎的原「國民生活第一」系成員發生尖銳矛盾，小澤系將「日本未來黨」改名為「生活黨」，嘉田繼續運營新的政治團體「日本未來黨」，但所屬的國會議員只剩下一人。2013年1月，嘉田辭任日本未來黨代表。2014年7月19日，嘉田卸任縣知事職務。
其前夫是京都大學農學部教授嘉田良平，兩人於大學的探險社認識，1972年結婚，但在2008年離婚。

## 外部連結
- 滋賀縣：互聯網知事室
- 互聯網知事室 Facebook首頁
- 嘉田由紀子 官方網站

| 官衔            | 官衔                            | 官衔              |
| --------------- | ------------------------------- | ----------------- |
| 前任： 國松善次 | 滋賀縣知事 第8代：2006年—2014年 | 繼任： 三日月大造 |